# Citizen Khan
Citizen Khan este un serial sitcom britanic produs de BBC și creat de către Adil Ray. Până în 2019 au fost produse cinci sezoane. Acțiunea are loc în Sparkhill, în partea de est a orașului Birmingham, descris de către personajul principal, un pakistanez britanic musulman Mr. Khan (Ray), ca fiind „capitala Pakistanului britanic”. Citizen Khan este centrat pe viața și necazurile lui Khan, un guraliv patriarhal, iubitor de cricket, auto-numit lider al comunității și ale soției sale (jucat de Shobu Kapoor) și fiicelor lor, Shazia (Maya Sondhi 2012-2014, Krupa Pattani 2015-16) și Alia (Bhavna Limbachia). În primul sezon, Kris Marshall l-a jucat pe Dave, manager al lui Khan la moscheea locală. Prenumele soției lui Khan este Razia, dar cel al lui Khan nu este dezvăluit.
Titlul serialului face referire la titlul filmului lui Orson Welles, Citizen Kane. Personajul Khan apăruse deja pe BBC Two în serialul Bellamy's People, pe BBC Radio 4 în Down the Line și pe cont propriu online, pe BBC Comedy Online. Pe 27 septembrie 2012, BBC a anunțat că Citizen Khan a fost comandat pentru un al doilea sezon. Pe 2 decembrie 2013, Charlotte Moore de la BBC a anunțat că Citizen Khan a fost reînnoit pentru un al treilea sezon care a început să fie difuzat pe data de 31 octombrie 2014. Pe 11 decembrie 2014, Shane Allen de la BBC a anunțat că un al patrulea sezon a fost comandat. Pe 14 octombrie 2015, printr-un video pe pagina oficială de Facebook a Citizen Khan a fost anunțat că sezonul al patrulea va fi difuzat începând cu 30 octombrie 2015. Pe 20 ianuarie 2016, a fost confirmat spectacolul se va întoarce pentru un al cincilea și ultim sezon care a început să fie difuzat pe 4 noiembrie 2016.
Deși Adil Ray este însuși musulman, opinia publică este divizată în ceea ce privește dacă umorul prezentat este o bătaie de joc la adresa adepților ai acestei religii. Ray susține că Mr. Khan este un personaj comic, care se adresează familiilor de orice origine etnică.
Actorii principali din sezonul 5 (de la stânga la dreapta) Nanni, Mo Malik, Amjad Malik, Dl Khan, Shazia Khan, Doamna Khan, Nadiya Malik și Alia Khan

## Episoade
| Sezon | Data de începere  | Data de sfârșit   | Episoade | Timp de difuzare | Note                  |
| ----- | ----------------- | ----------------- | -------- | ---------------- | --------------------- |
| 1     | 27 august 2012    | 1 octombrie 2012  | 6        | 10:30            | N/A                   |
| 2     | 4 octombrie 2013  | 8 noiembrie 2013  | 6        | 9:30pm           | +1 special de Crăciun |
| 3     | 31 octombrie 2014 | 12 decembrie 2014 | 6        | 8:30pm           | +1 special de Crăciun |
| 4     | 30 octombrie 2015 | 11 decembrie 2015 | 6        | 8:30/7:30pm      | +1 special de Crăciun |
| 5     | 4 noiembrie 2016  | 23 decembrie 2016 | 6        | 8:30pm           | +1 special de Crăciun |

## Personaje
| Personaj          | Actor            | Ani             | Sezon        | Număr de episoade |
| ----------------- | ---------------- | --------------- | ------------ | ----------------- |
| Dl Khan           | Adil Ray         | 2012-16         | 1.1–5.7      | 34                |
| Dna Razia Khan    | Shobu Kapoor     | 2012-16         | 1.1–5.7      | 33                |
| Shazia Khan/Malik | Maya Sondhi      | 2012-14         | 1.1–3.7      | 20                |
| Shazia Khan/Malik | Krupa Pattani    | 2015-16         | 4.1–5.7      | 14                |
| Alia Khan         | Bhavna Limbachia | 2012-16         | 1.1–5.7      | 34                |
| Amjad Malik       | Abdullah Afzal   | 2012-16         | 1.1–5.7      | 34                |
| Riaz              | Nish Nathwani    | 2012-16         | 1.1–5.7      | 27                |
| Doamna Malik      | Harvey Virdi     | 2012-16         | 1.1–5.7      | 14                |
| Nanni             | Adlyn Ross       | 2012-16         | 1.2–5.7      | 15                |
| Dave 1            | Kris Marshall    | 2012            | 1.1–1.6      | 6                 |
| Dave 2            | Matthew Cottle   | 2013-16         | 2.2–5.7      | 16                |
| Keith             | Phil Nice        | 2012-2014, 2016 | 1.5–3.7, 5.7 | 12                |
| Omar              | Felix Dexter     | 2012-13         | 1.1–2.7      | 13                |